# Paulino Monsalve
Paulino Monsalve Ballesteros, född 30 oktober 1958 i Madrid, död 13 april 2024, var en spansk landhockeyspelare.
Han tog OS-silver i herrarnas landhockeyturnering i samband med de olympiska landhockeytävlingarna 1980 i Moskva.